# فرانسيسكو سيليست
فرانسيسكو سيليست (بالإسبانية: Francesco Daniel Celeste)‏ هو لاعب كرة قدم أرجنتيني، ولد في 3 مايو 1994 في فيسنتي لوبيز ‏ في الأرجنتين. لعب مع بوكا جونيورز وكيلمس.

## وصلات خارجية
- فرانسيسكو سيليست على موقع قاعدة بيانات كرة القدم.إي يو (الإنجليزية)
- فرانسيسكو سيليست على موقع Soccerway.com (الإنجليزية)